# Pica-pau-das-andamão
O pica-pau-das-andamão (Dryocopus hodgei) é uma espécie de pica-pau. É endémica das Ilhas Andamão na Índia. O seu habitat natural são florestas tropicais húmidas a baixa altitude. Está ameaçado por perda de habitat.